# 価格戦略
価格戦略（かかくせんりゃく）とはマーケティングの手法のひとつで、価格設定（en:Pricing）に関する戦略である。

## 高価格戦略
最初に市場上層部分（社会階級の高い消費者や高所得者層）を獲得するための戦略であり、あえて高価格で市場に参入し、市場上層部分の支持を得た上で、上層にあこがれる一般消費者を巻き込む戦略である。
急激な市場への参入はせず、ゆっくりと市場に浸透させていく方法が一般的である。
この方法は多品種で少量しか生産できないもの（高級バッグや希少価値の高い商品）に多く採用されている方法であり、瞬時に利益を得ることはできないが長期的に利益を得ることができる戦略である。

## ペネトレーションプライシング戦略
ペネトレーションとは浸透という意味で、高い市場占有率を目指すことを意味している。
特に新しいジャンルの製品がこの世に出現し、新しい市場が生まれた時に、商品やサービスの市場価格（初期価格）を低く設定すること。最初に短期でまず自社が大きなマーケットシェア獲得するために価格を低く設定する手法。これによりまず自社が圧倒的なシェアを確保し、ライバル会社のシェア拡大を防止するという戦略である。
この方法は瞬時に利益を得ることはできず、また価格をあまりに低く設定しすぎると売れば売るほど大きな赤字になる可能性もある。
ロックイン効果のあるジャンルの製品やサービスならば、顧客が自社サービスに慣れてしまえば乗り換えにくくなるので、高いシェアを確保した上で価格を見直し、じわじわと価格を上げてゆけば、長めのスパンでは大きな利益獲得も可能となる場合がある。
だが、ロックイン効果の無いような、乗り換えが簡単なジャンルだと、しばしば次に説明するようなコストリーダーシップ戦略、いつまでも低価格で売り続けなければならない状態に陥り、しばしば参入した企業の大半が赤字に陥るような不毛な戦いに巻き込まれてゆく。

## コストリーダーシップ戦略
コストリーダーシップ戦略とは、競合他社よりも常に低い価格帯で商品やサービスを提供すること。単に低価格で競おうという戦略。
なお、コストリーダーシップ戦略はペネトレーションプライシング戦略と似ているようだが異なり、コストリーダーシップは一貫して低コスト・低価格でユーザから選ばれることを意図するものであり、一旦市場占有率を確保した後に価格を見直す可能性があるペネトレーションプライシング戦略とは異なる。
コストリーダーシップ戦略で、いつまでも価格を下げたままだと、いつまでたってもまともな額の利益を生み出せない可能性がある。
このコストリーダーシップ戦略つまり、「いつでも最低価格」という戦略は、素人でも思いつくような、誰でもすぐに思いつくような安直な戦略である。たとえばスーパーマーケットチェーンなど、街ごとに数種類のチェーンが展開しているような業種で顧客がいつでも乗り換えられるようなジャンルだと、どのスーパーマーケットチェーンも顧客をつなぎとめておくためには常にコストリーダーシップ戦略を採用してしまうことが起きがちで、その結果、どのスーパーチェーンも赤字ぎりぎりの経営になってしまい経営難に陥り倒産が相次ぐような不毛な戦いになったり、巨額の負債を抱えてチェーン相互の企業買収や統廃合という現象が起きる。
スーパーに限らず、他の業種でも、同業者に同じように「常時最低価格」戦略を選ぶ業者が複数あると、ともに赤字に陥り、ともに滅びてゆくような結果になってしまう危険な戦略でもある。

## ダイナミックプライシング戦略
その時々のマーケットの環境や需・給関係を見て、機動的に価格を変化させてゆく戦略。
たとえば、あるジャンルの製品の市場が立ち上がり始めた最初時期、市場が育ちつつある時期、市場の成熟期、市場の衰退期など3〜4の時期に区切って、それぞれの時期の自社の製品の他社の製品との相対的な位置を分析して価格を決めること。
また、旅行や観光に関するサービスなどでは、各シーズンやカレンダー上の日付に応じた価格にする戦略。たとえば、お盆やお正月などの帰省ラッシュ時には、航空券やホテルの宿泊料を高めに設定し、逆に閑散期にはそれらの価格を低めに設定すること。あまり売れない時期は安くすることで数で稼ぎ、需要が高い時期に高価格にすることで利益を最大化することができる。
このダイナミックプライシング戦略では基本的に、原価をもとに販売価格を算出するなどという古い手法は使わない。

## キャプティブプライシング戦略
本体価格は、しばしば利益が出ないほど価格低めに設定しておいてその低価格で本体を買わせておいて、付属品などのほうは価格を高めにして、そちらでしっかりと利益を稼ぐ価格戦略。（キャプティブ（captive）は捕虜という意味。）
たとえばコンピュータのプリンターのマーケット（Epson vs Canon）などでここ数十年この戦略が取られてきた歴史があり、本体の単体ではメーカー側としては売ると赤字になるほど低価格なのだが、客が本体を購入し使えば何度でも買わなければならなくなる純正インクカートリッジの価格はかなりの利益がでるような高価格に設定しておいて、純正以外のカートリッジはできるだけ動作しないように技術的にロックをかけて、ユーザがカートリッジを何度か購入すればしっかりと利益が出るという戦略である。